# Larry Donn
Larry Donn (* 7. Juni 1941 nahe Bono, Arkansas, als Larry Donn Gillihan; † 1. Mai 2012) war ein US-amerikanischer Rockabilly-Musiker. Donn spielte in seiner Karriere bereits mit vielen Stars zusammen und war auch als Session-Musiker aktiv.

## Leben

### Kindheit und Jugend
Larry Donn wurde auf einer Farm in Arkansas geboren. Einige seiner Verwandten waren ebenfalls Musiker – ein Onkel Donns spielte in den 1940er-Jahren zeitweise mit Bob Wills. In seiner Kindheit wurde er vor allem von der Country-Musik beeinflusst, die die Familie über das Radio hörte. Schon früh half er auf der Farm mit und arbeitete auf den Baumwollfeldern. Als er 1955 ein Konzert von Sonny Burgess in einer Sporthalle sah, war er im Rockabilly fasziniert. Er begann sich auch, für Elvis Presley zu interessieren, der in Bono nur eine Show gab.

### Karriere
Als Donn sich im Juli 1957 von einem Unfall mit dem Rasenmäher erholte, lernte er Gitarre zu spielen. Kurz danach nahm er an einem Talentwettbewerb teil, wo er mit den beiden Johnny-Cash-Songs Home of the Blues und Give My Love to Rose den zweiten Rang belegte und den Gitarristen Benny Kuykendall traf, mit dessen Bruder Scotty (Bass) und Eddie Reeves (Schlagzeug) er eine Band gründete. Zusammen nutzten sie jede Gelegenheit, in Arkansas und Missouri aufzutreten.
1957 freundete Donn sich mit Billy Lee Riley an und veränderte seine Shows nun in Richtung Rockabilly, hatte sein Repertoire doch vorher mehr aus Country bestanden. In dieser Zeit wurde er stark von Elvis Presley, Johnny Cash, Carl Perkins, Roy Orbison, Warren Smith und Ricky Nelson beeinflusst. Anfang 1958 spielte er für kurze Zeit mit Bobby Brown zusammen, kehrte aber, nachdem Brown auf Tournee in Kanada ging, wieder zu seiner alten Band zurück. Mit dieser nahm er kurz danach im  Sun Studio in Memphis, Tennessee, That’s What I Call a Ball auf, das jedoch unveröffentlicht blieb.
Erst 1959 spielte Donn That’s What I Call a Ball zusammen mit Honey-Bun für Vaden Records ein. Es wurde seine erste Single. In dieser Zeit spielte Donn auch Bass und Klavier auf Stücken anderer Vaden-Musiker. Jedoch wurde Donns Single kein Hit und sollte seine einzige Veröffentlichung bei Vaden bleiben.
1961 folgte eine zweite Single für Ad-Bur, die zusammen mit Sonny Burgess und Tommy T. aufgenommen wurde. In der Folgezeit veröffentlichte er immer wieder Singles auf kleinen Labels, die aber nur wenig Beachtung fanden. In den 1970er-Jahren arbeitete Donn viel als Session-Musiker und ist als Pianist auf Aufnahmen von Kenny Owens zu hören. 1978 begleiteten Donn und seine Band Billy Lee Riley auf dessen Mojo-Album Vintage; Donn produzierte dieses Album auch.
In den 1980er-Jahren wurde Donn durch die europäische Rockabilly-Szene wiederentdeckt und gab seitdem regelmäßig Konzerte. Ab 1971 veröffentlichte Donn auch Alben – sein letztes erschien 2007 mit Burning!. Donn starb am 1. Mai 2012.

## Diskographie

### Singles
| 1959                    | That’s What I Call a Ball / Honey-Bun | Vaden 45-113    |
| 1960                    | Girl Next Door / Today (mit Sonny Burgess & Tommy T.) | Ad-Bur 100      |
| 1963                    | I’ll Never Forget You / One Broken Heart | Alley 1012      |
| 1972                    | I Can’t Get Her Face Out of My Mind / Old Crazy Sally | Rimrock 362     |
| 1978                    | Tryin‘ to Get to You / Just a Mand In a Honky Tonk Band | Shelby 1002     |
| 1989                    | The Great American Superstar (Rockabilly Blues) / An Old Hillbilly Cat | Three Suns TS 1 |
| Unveröffentlichte Titel | |                 |
|                         | - Down the Line - Girl Next Door - Good Golly Miss Molly - Mona Lisa - Shake, Rattle and Roll - Swinging - The Twist | Live-Aufnahme   |
|                         | - Baby Let’s Play House - Blue Moon of Kentucky - Down the Line - End of the Road - Heartbeat - I Forgot to Remember to Forget - I’ll Never Forget You (alt. Version) - I’m Left, You’re Right, She’s Gone - Lonely Avenue - Milkcow Blues Boogie - Mystery Train - One Broken Heart (alt. Version) - One More Time - Rock and Rhythm - Rockin‘ Love - She’s Mine - Skinny Minnie - Trouble Bound - Wayward Wind |                 |

### Alben
- 1971: Larry Donn
- 1976: Thank You Music Lovers
- 1978: Lightning Strikes Again
- 1980: Rock-Rock-a-Billy (NL, White Label – mit Sonny Burgess)
- 1995: That’s What I Call a Ball (NL)
- 2000: The New Recordings
- 2007: Burning!